# Trung tâm Truyền hình cáp - Đài truyền hình Thành phố Hồ Chí Minh
Trung tâm Truyền hình cáp - Đài truyền hình Thành phố Hồ Chí Minh là đơn vị con của Công ty TNHH MTV Dịch vụ Kỹ thuật Truyền thông HTV-TMS, trực thuộc Đài Truyền hình Thành phố Hồ Chí Minh. Trung tâm cung cấp dịch vụ Truyền hình trả tiền và các dịch vụ giá trị gia tăng trên mạng truyền hình cáp tại khu vực Thành phố Hồ Chí Minh và một số tỉnh khu vực Nam Bộ.

## Lịch sử phát triển

Logo của HTV-TMS, đơn vị quản lý của HTVC

Ngày 1 tháng 7 năm 2003, Trung tâm Truyền hình cáp - Đài truyền hình Thành phố Hồ Chí Minh (HTVC) đã được thành lập.
Năm 2004, HTVC bắt đầu thực hiện triển khai mạng truyền hình cáp hữu tuyến tại địa bàn Thành phố Hồ Chí Minh.
Ngày 19 tháng 5 năm 2005, HTVC chính thức cung cấp dịch vụ truyền hình cáp (hữu tuyến và vô tuyến) tại Thành phố Hồ Chí Minh và một số tỉnh phụ cận. Cùng ngày, HTVC (cùng với Truyền hình Cáp Hà Nội) công bố lần đầu tiên phát sóng kênh Disney Channel (Châu Á) tại Việt Nam.
HTVC cũng là đơn vị đầu tiên trong cả nước triển khai ra mắt dịch vụ truyền hình độ phân giải cao (HDTV) với việc ra mắt dịch vụ truyền hình HDTV trên mạng truyền hình cáp vào ngày 6 tháng 8 năm 2008.
HTVC là đơn vị đầu tiên ở Việt Nam sản xuất một kênh truyền hình chuyên biệt về thông tin kinh tế tài chính (FBNC) bằng công nghệ chuẩn Full HD.
Bên cạnh đó, thông qua việc hợp tác với các nhà cung cấp dịch vụ Internet, HTVC cũng đã cung cấp dịch vụ truyền hình qua mạng Internet (IPTV) và dịch vụ truy cập internet trên mạng truyền hình cáp đến khách hàng.
Từ ngày 1 tháng 1 năm 2013, Truyền hình Cáp HTVC được quản lý bởi Công ty Công ty TNHH MTV Dịch vụ kỹ thuật truyền thông HTV (HTV-TMS). Kể từ đó, HTVC chính thức đưa vào sử dụng, vận hành và hoạt động Trung tâm Chăm sóc Khách hàng 24/7 với đường dây nóng: 19001789.
Ngoài ra, nhằm chủ trương của Chính phủ về việc triển khai Số hóa truyền hình trên toàn quốc, từ ngày 1/3/2014, HTVC đã thực hiện nhiều đợt cắt giảm kênh trên hệ thống Analog và chuyển những kênh này sang dạng số, để khuyến khích khách hàng hiểu rằng Số hóa truyền hình là một xu thế tất yếu.
Hiện tại, HTVC đang cung cấp dịch vụ truyền hình cáp, với 3 gói dịch vụ: Truyền hình Kỹ thuật Số Cơ bản (hơn 130 kênh), Truyền hình Kỹ thuật Số Cao cấp (hơn 100 kênh với gần 70 kênh HD) và Truyền hình Cáp (65 kênh). Ngoài ra, HTVC còn cung cấp dịch vụ truy cập internet trên mạng truyền hình cáp, và dịch vụ truyền hình OTT thông qua ứng dụng HTVC.

## Lĩnh vực hoạt động

Website của Truyền hình Cáp HTVC

- Triển khai và phát triển mạng truyền hình cáp HTVC tại Thành phố Hồ Chí Minh và các khu vực.
- Kinh doanh các dịch vụ trên mạng truyền hình cáp; cung cấp dịch vụ truyền hình trả tiền; tư vấn thiết kế; lắp đặt mạng truyền hình cáp.
- Xây dựng, khai thác và kiểm soát hệ thống thiết bị kỹ thuật mạng truyền dẫn truyền hình cáp, sản xuất, mua bán, cung cấp các kênh chương trình, chương trình truyền hình trả tiền phát sóng trên mạng Truyền hình cáp.
- Chịu trách nhiệm tổ chức cấu trúc, sản xuất nội dung các chương trình phát sóng trên mạng Truyền hình cáp HTVC.
- Phát triển các loại hình dịch vụ gia tăng trên mạng truyền hình cáp.

## Các kênh do HTV sản xuất
| Kênh                      | Nội dung                                               | Chất lượng tín hiệu | Ghi chú |
| ------------------------- | ------------------------------------------------------ | ------------------- | --- |
| HTV1                      | Kênh thông tin công cộng                               | HD                  | Phát sóng từ tháng 10/2003. Trước 2016, kênh được quản lý bởi Công ty Vân Thanh Long (VTL). Hiện tại, kênh đang được Đài Truyền hình TP. HCM quản lý nội dung. |
| HTV2 - Vie Channel        | Kênh giải trí tổng hợp                                 | HD                  | Phát sóng từ tháng 10/2003 với nội dung là kênh Thể thao. Từ năm 2007, kênh được quản lý chính thức bởi Công ty Ánh Bình Minh (DID) thuộc tổ hợp truyền thông Đất Việt V.A.C. Từ ngày 19 tháng 9 năm 2018 đổi tên thành HTV2 - Vie Channel. |
| HTV3                      | Kênh truyền hình dành cho Thanh thiếu niên và nhi đồng | HD                  | Phát sóng từ tháng 10/2003. Từ 1 tháng 6 năm 2008: Kênh được quản lý bởi Công ty Cổ phần Truyền thông Trí Việt (TVM Corp.) Từ ngày 18 tháng 12 năm 2014: Kênh được quản lý bởi Công ty Truyền thông Thanh Thiếu Nhi - TTN Media Đầu năm 2017: Kênh được quản lý bởi Công ty Cổ phần Truyền thông Purpose (nay đổi tên là Công ty Trách nhiệm Hữu hạn Truyền thông Purpose) với thương hiệu Dreams TV. Từ 1 tháng 11 năm 2022: kênh Dreams TV ngừng phát sóng trên kênh HTV3 và Purpose Media không còn quản lý kênh này. Hiện kênh đã trả lại cho Đài Truyền hình Thành phố Hồ Chí Minh (HTV). |
| HTV Key                   | Kênh dạy học và phổ biến kiến thức                     | HD                  | Phát sóng từ tháng 10/2003. Trước ngày 10/8/2018 kênh có tên là HTV4 - là kênh truyền hình phổ biến kiến thức của Đài Truyền hình Thành phố Hồ Chí Minh (HTV). Sau này kênh được đổi tên thành HTV Key. |
| HTV7 và HTV7 HD           | Kênh thông tin tổng hợp                                | SD, HD              | Phát sóng từ năm 1986 (thử nghiệm), 1987 (chính thức) với mức độ ban đầu là kênh dịch vụ - thông tin rao vặt. |
| HTV9 và HTV9 HD           | Kênh tin tức và thông tin tổng hợp                     | SD, HD              | Phát sóng từ năm 1975. |
| HTV Co.op                 | Kênh Phim truyện và Văn Hóa                            | SD                  | Lên sóng từ 1 tháng 10 năm 2011. Kênh được quản lý bởi Liên hiệp HTX Thành phố (Co.op Mart). Từ ngày 01/07/2023, kênh chính thức trả về cho HTV để trực tiếp quản lý và sản xuất các chương trình đang phát sóng, vì lý do của kênh là chuyển đổi mô hình kinh doanh bán hàng tại Co.op Mart. Từ ngày 17/12/2024 đến ngày 09/03/2025, kênh HTV Co.op đã ngừng phát sóng. |
| HTV Thể thao              | Kênh thể thao tổng hợp                                 | HD                  | Thay thế cho kênh HTV2 với nội dung cũ là Kênh Thể thao. Trước 2013 là Kênh HTVC Thể thao (hay còn gọi là HTVC Thể thao theo Yêu cầu). |
| HTVC Thuần Việt           | Kênh Tổng hợp về Văn hóa và Dân tộc Việt Nam           | HD                  | Kênh truyền hình đầu tiên của HTVC, vào ngày 1 tháng 7 năm 2003. Trước năm 2007, kênh có tên gọi là kênh giải trí thuần Việt HTVC. |
| HTVC Phim                 | Kênh Phim truyền hình và điện ảnh thế giới             | HD                  | Lên sóng từ tháng 5 năm 2007. Kênh phát sóng các bộ phim nước ngoài được lồng tiếng hoặc thuyết minh. Giai đoạn 2017 - 2018: hợp tác với IMC, phát sóng kênh phim truyện Paramount Channel Việt Nam. Đơn vị biên tập nội dung của HTVC Phim được đặt tại Công ty cổ phần Bạch Minh (Vega Corporation). |
| HTVC Ca nhạc              | Kênh Âm nhạc Tổng hợp                                  | HD                  | Lên sóng từ tháng 5 năm 2006. Kênh phát sóng các chương trình âm nhạc của HTV. Giai đoạn 2015 - 2020: là kênh âm nhạc tương tác, được quản lý bởi VTC. Giai đoạn 2013 - 2015: kênh phát sóng các chương trình của kênh Yan TV (SCTV2). Trước đó, kênh hợp tác với Quantum Media (đơn vị chủ quản của kênh VCTV4 - M4me), phát sóng chương trình âm nhạc tương tác MOD. |
| HTVC Gia đình             | Kênh dành cho Gia đình                                 | HD                  | Bắt đầu phát sóng từ ngày 28 tháng 6 năm 2007 |
| HTVC Phụ Nữ               | Kênh dành cho Phụ nữ                                   | HD                  | Bắt đầu phát sóng từ ngày 20 tháng 10 năm 2007. |
| HTVC Du lịch và Cuộc sống | Kênh Du lịch và Phong cách sống                        | HD                  | Lên sóng từ tháng 7 năm 2007. |
| HTVC+                     | Kênh Giải trí tổng hợp dành cho Phụ nữ và Gia đình     | HD                  | Lên sóng từ ngày 1 tháng 5 năm 2006. Giai đoạn 2012 - 2014: Kênh hợp tác với Công ty truyền thông Đại sứ trẻ (Yeah1), phát sóng kênh giải trí dành cho giới trẻ Yeah1 TV (chuyển sóng từ SCTV4). Giai đoạn 2015 - 2017: hợp tác với Yan TV, phát sóng kênh Channel B. Đơn vị biên tập nội dung của HTVC+ HD được đặt tại Đài Truyền hình Việt Nam (VTV). |

## Các kênh cũ
- HTVC Mua sắm: Phát sóng từ ngày 1/1/2008 đến ngày 15/9/2023.
- HTVC Thuần Việt HD: Phát sóng từ ngày 1/1/2009 đến ngày 31/12/2022.
- FBNC: Phát sóng từ ngày 15/2/2009 đến ngày 31/12/2021.

## Logo

Logo cũ, sử dụng từ 01/07/2003 đến 31/01/2016.
Logo hiện tại, sử dụng từ năm 01/02/2016.